# قهرمانی جودو جهان ۲۰۱۷
قهرمانی جودو جهان ۲۰۱۷ سی و پنجمین دوره از رقابت‌های قهرمانی جهان می‌باشد که از ۲۸ اوت تا ۳ سپتامبر ۲۰۱۷ در بوداپست، مجارستان برگزار گردید. نام شهر میزبان ۲۳ مارس ۲۰۱۵ اعلام شد.

## خلاصه مدال‌ها

### مردان
| رویداد                 | طلا                          | نقره                         | برنز                            |
| خیلی-سبک‌وزن (۶۰ ک‌گ)    | نائوهیسا تاکاتو · ژاپن       | Orkhan Safarov · آذربایجان   | Ganbatyn Boldbaatar · مغولستان  |
| خیلی-سبک‌وزن (۶۰ ک‌گ)    | نائوهیسا تاکاتو · ژاپن       | Orkhan Safarov · آذربایجان   | دیاربک اورازبائف · ازبکستان     |
| نیمه-سبک‌وزن (۶۶ ک‌گ)    | Hifumi Abe · ژاپن            | Mikhail Pulyaev · روسیه      | Vazha Margvelashvili · گرجستان  |
| نیمه-سبک‌وزن (۶۶ ک‌گ)    | Hifumi Abe · ژاپن            | Mikhail Pulyaev · روسیه      | Tal Flicker · اسرائیل           |
| سبک‌وزن (۷۳ ک‌گ)         | Soichi Hashimoto · ژاپن      | رستم اوروجوف · آذربایجان     | An Chang-rim · کرهٔ جنوبی        |
| سبک‌وزن (۷۳ ک‌گ)         | Soichi Hashimoto · ژاپن      | رستم اوروجوف · آذربایجان     | Ganbaataryn Odbayar · مغولستان  |
| نیمه-میان‌وزن (۸۱ ک‌گ)   | Alexander Wieczerzak · آلمان | Matteo Marconcini · ایتالیا  | سعید ملایی · ایران              |
| نیمه-میان‌وزن (۸۱ ک‌گ)   | Alexander Wieczerzak · آلمان | Matteo Marconcini · ایتالیا  | حسن خالمورزایف · روسیه          |
| میان‌وزن (۹۰ ک‌گ)        | Nemanja Majdov · صربستان     | Mihael Žgank · اسلوونی       | گواک دونگ-هان · کرهٔ جنوبی       |
| میان‌وزن (۹۰ ک‌گ)        | Nemanja Majdov · صربستان     | Mihael Žgank · اسلوونی       | Ushangi Margiani · گرجستان      |
| نیمه-سنگین‌وزن (۱۰۰ ک‌گ) | Aaron Wolf · ژاپن            | وارلام لیپارتلیانی · گرجستان | المار قاسموف · آذربایجان        |
| نیمه-سنگین‌وزن (۱۰۰ ک‌گ) | Aaron Wolf · ژاپن            | وارلام لیپارتلیانی · گرجستان | Kirill Denisov · روسیه          |
| سنگین‌وزن (۱۰۰+ ک‌گ)     | تدی رینر · فرانسه            | David Moura · برزیل          | نایدانگین توشینبایار · مغولستان |
| سنگین‌وزن (۱۰۰+ ک‌گ)     | تدی رینر · فرانسه            | David Moura · برزیل          | رافائل سیلوا · برزیل            |

### زنان
| رویداد                | طلا                          | نقره                              | برنز                                 |
| خیلی-سبک‌وزن (۴۸ ک‌گ)   | Funa Tonaki · ژاپن           | Mönkhbatyn Urantsetseg · مغولستان | آمی کوندو · ژاپن                     |
| خیلی-سبک‌وزن (۴۸ ک‌گ)   | Funa Tonaki · ژاپن           | Mönkhbatyn Urantsetseg · مغولستان | گالبادراخین اوتگونتستسگ · قزاقستان   |
| نیمه-سبک‌وزن (۵۲ ک‌گ)   | Ai Shishime · ژاپن           | Natsumi Tsunoda · ژاپن            | ناتالیا کوزیوتینا · روسیه            |
| نیمه-سبک‌وزن (۵۲ ک‌گ)   | Ai Shishime · ژاپن           | Natsumi Tsunoda · ژاپن            | Érika Miranda · برزیل                |
| سبک‌وزن (۵۷ ک‌گ)        | دورجسورنگین سومیا · مغولستان | Tsukasa Yoshida · ژاپن            | Hélène Receveaux · فرانسه            |
| سبک‌وزن (۵۷ ک‌گ)        | دورجسورنگین سومیا · مغولستان | Tsukasa Yoshida · ژاپن            | Nekoda Smythe-Davis · بریتانیای کبیر |
| نیمه-میان‌وزن (۶۳ ک‌گ)  | کلاریس اگبگننو · فرانسه      | تینا ترستنجک · اسلوونی            | Agata Ozdoba · لهستان                |
| نیمه-میان‌وزن (۶۳ ک‌گ)  | کلاریس اگبگننو · فرانسه      | تینا ترستنجک · اسلوونی            | Baldorjyn Möngönchimeg · مغولستان    |
| میان‌وزن (۷۰ ک‌گ)       | Chizuru Arai · ژاپن          | María Pérez · پورتوریکو           | یوری الوار · کلمبیا                  |
| میان‌وزن (۷۰ ک‌گ)       | Chizuru Arai · ژاپن          | María Pérez · پورتوریکو           | María Bernabéu · اسپانیا             |
| نیمه-سنگین‌وزن (۷۸ ک‌گ) | ماریا آگویار · برزیل         | Mami Umeki · ژاپن                 | Kaliema Antomarchi · کوبا            |
| نیمه-سنگین‌وزن (۷۸ ک‌گ) | ماریا آگویار · برزیل         | Mami Umeki · ژاپن                 | Natalie Powell · بریتانیای کبیر      |
| سنگین‌وزن (۷۸+ ک‌گ)     | یو سونگ · چین                | Sarah Asahina · ژاپن              | Kim Min-jeong · کرهٔ جنوبی            |
| سنگین‌وزن (۷۸+ ک‌گ)     | یو سونگ · چین                | Sarah Asahina · ژاپن              | Iryna Kindzerska · آذربایجان         |

### مزدوج
| رویداد | طلا | نقره | برنز |
| تیمی   | ژاپن · Chizuru Arai · Sarah Asahina · هیسایوشی هاراساوا · Soichi Hashimoto · Kenta Nagasawa · تاکانوری ناگاسه · ریکی ناکایا · Takeshi Ojitani · Saki Niizoe · Akira Sone · Nae Udaka · Tsukasa Yoshida | برزیل · Maria Suelen Altheman · Eduardo Barbosa · Eduardo Bettoni · Marcelo Contini · Érika Miranda · David Moura · Victor Penalber · Maria Portela · کتلین کوادروس · رافائل سیلوا (جودوکار) · رافائلا سیلوا · Beatriz Souza | فرانسه · کلاریس اگبگننو · امیلی آندئول · Benjamin Axus · Axel Clerget · Romane Dicko · Pierre Duprat · Marie-Eve Gahié · پریسیلا نیتو · سیریل ماره · Loïc Pietri · Hélène Receveaux · تدی رینر |
| تیمی   | ژاپن · Chizuru Arai · Sarah Asahina · هیسایوشی هاراساوا · Soichi Hashimoto · Kenta Nagasawa · تاکانوری ناگاسه · ریکی ناکایا · Takeshi Ojitani · Saki Niizoe · Akira Sone · Nae Udaka · Tsukasa Yoshida | برزیل · Maria Suelen Altheman · Eduardo Barbosa · Eduardo Bettoni · Marcelo Contini · Érika Miranda · David Moura · Victor Penalber · Maria Portela · کتلین کوادروس · رافائل سیلوا (جودوکار) · رافائلا سیلوا · Beatriz Souza | کره جنوبی · آن باول · An Chang-rim · گواک دونگ-هان · Jeong Hye-jin · Ji Yun-seo · Kim Min-jeong · Kim Sung-min · Kim Seong-yeon · Kwon You-jeong · Lee Jae-yong · Park Yu-jin · Won Jong-hoon  |

## جدول مدال‌ها
| رتبه            | کشور                 | طلا | نقره | برنز | مجموع |
| --------------- | -------------------- | --- | ---- | ---- | ----- |
| ۱               | ژاپن (JPN)           | ۸   | ۴    | ۱    | ۱۳    |
| ۲               | فرانسه (FRA)         | ۲   | ۰    | ۲    | ۴     |
| ۳               | برزیل (BRA)          | ۱   | ۲    | ۲    | ۵     |
| ۴               | مغولستان (MGL)       | ۱   | ۱    | ۴    | ۶     |
| ۵               | آلمان (GER)          | ۱   | ۰    | ۰    | ۱     |
| ۵               | صربستان (SRB)        | ۱   | ۰    | ۰    | ۱     |
| ۵               | چین (CHN)            | ۱   | ۰    | ۰    | ۱     |
| ۸               | آذربایجان (AZE)      | ۰   | ۲    | ۲    | ۴     |
| ۹               | اسلوونی (SVN)        | ۰   | ۲    | ۰    | ۲     |
| ۱۰              | روسیه (RUS)          | ۰   | ۱    | ۳    | ۴     |
| ۱۱              | گرجستان (GEO)        | ۰   | ۱    | ۲    | ۳     |
| ۱۲              | ایتالیا (ITA)        | ۰   | ۱    | ۰    | ۱     |
| ۱۲              | پورتوریکو (PUR)      | ۰   | ۱    | ۰    | ۱     |
| ۱۴              | کرهٔ جنوبی (KOR)      | ۰   | ۰    | ۴    | ۴     |
| ۱۵              | بریتانیای کبیر (GBR) | ۰   | ۰    | ۲    | ۲     |
| ۱۶              | ازبکستان (UZB)       | ۰   | ۰    | ۱    | ۱     |
| ۱۶              | اسرائیل (ISR)        | ۰   | ۰    | ۱    | ۱     |
| ۱۶              | اسپانیا (ESP)        | ۰   | ۰    | ۱    | ۱     |
| ۱۶              | ایران (IRI)          | ۰   | ۰    | ۱    | ۱     |
| ۱۶              | قزاقستان (KAZ)       | ۰   | ۰    | ۱    | ۱     |
| ۱۶              | لهستان (POL)         | ۰   | ۰    | ۱    | ۱     |
| ۱۶              | کلمبیا (COL)         | ۰   | ۰    | ۱    | ۱     |
| ۱۶              | کوبا (CUB)           | ۰   | ۰    | ۱    | ۱     |
| مجموع (۲۳ کشور) | مجموع (۲۳ کشور)      | ۱۵  | ۱۵   | ۳۰   | ۶۰    |

## حاضرین برجسته
در این دوره علاوه بر نخست‌وزیر مجارستان ویکتور اوربان، توسط رئیس‌جمهوری روسیه ولادیمیر پوتین، دارندهٔ دان هشت (کمربند سیاه) و رئیس‌جمهور مغولستان، خالتما بتولغا، قهرمان سامبو جهان و رئیس انجمن جودوی مغولستان نیز به تماشای مسابقات پرداختند.